# Yesterday
Yesterday è un brano musicale dei Beatles, composto principalmente da Paul McCartney ma accreditato alla coppia Lennon/McCartney.

## Storia
Pubblicato nel 1965 nell'album Help! (e successivamente inserito nel 45 giri Yesterday/Act Naturally), secondo il Guinness Book of Records è la canzone che vanta il maggior numero di cover, con più di 1.600 versioni registrate.
Secondo la Broadcast Music Incorporated (BMI) durante il ventesimo secolo, ha avuto nei soli Stati Uniti circa 7 milioni di passaggi radio-televisivi.
Nel 1997 riceve il Grammy Hall of Fame Award.
Nel 1999 una votazione condotta dal secondo canale radio della BBC tra ascoltatori ed esperti l'ha premiata canzone più bella del ventesimo secolo. Nel 2000, l'emittente televisiva MTV e la rivista Rolling Stone l'hanno scelta come canzone pop numero 1 di tutti i tempi.

## Descrizione

### Composizione
Secondo i biografi di McCartney e dei Beatles, McCartney compose l'intera melodia in sogno, nella casa della sua fidanzata Jane Asher e della sua famiglia, in Wimpole Street, a Londra. Al risveglio, corse ad un pianoforte e suonò il pezzo, per evitare che scivolasse nei recessi della sua mente.
La preoccupazione iniziale di McCartney fu di avere inconsciamente plagiato il lavoro di qualcun altro. Così spiegò la situazione: «Per circa un mese mi aggirai chiedendo alla gente dell'ambiente musicale se l'avevano mai sentita prima. Alla fine era come riportare un oggetto smarrito alla polizia. Pensai che se nessuno la reclamava dopo qualche settimana avrei potuto tenerla.»
Dopo essersi convinto di non avere derubato nessuno della sua melodia, McCartney cominciò a scrivere il testo. Come Lennon e McCartney erano soliti fare, un testo temporaneo di lavoro, intitolato Scrambled Eggs (uova strapazzate) venne usato per la canzone fino a quando non fosse stato trovato qualcosa di più adatto. La versione completa della "parodia" del brano, perlappunto "Scrambled Eggs", è stata cantata in chiave prettamente ironica dallo stesso Paul McCartney e da Jimmy Fallon durante il programma televisivo The Tonight Show, condotto da quest'ultimo.
Durante le riprese del film Help!, un piano venne piazzato su uno dei palcoscenici dove si sarebbe girato, e McCartney ne approfittò per lavorare alla canzone. Il regista Richard Lester infine perse la pazienza, e disse a McCartney di finire di scrivere la canzone o il piano sarebbe stato rimosso. Anche la pazienza degli altri Beatles fu messa alla prova dall'ossessione di McCartney. Harrison disse: «Accidenti, parla in continuazione di questa canzone. Come se fosse Beethoven!»
McCartney sostenne di avere scritto Yesterday durante la tournée dei Beatles in Francia nel 1964; la canzone non venne però pubblicata fino all'estate del 1965. Nel frattempo, i Beatles pubblicarono due album: Beatles for Sale e A Hard Day's Night, in cui la canzone non venne inserita. Il ritardo potrebbe essere stato dovuto a disaccordi tra McCartney e George Martin riguardo all'arrangiamento della canzone, o l'opinione degli altri Beatles che pensavano non corrispondesse alla loro immagine.

Lennon più tardi ricostruì: 
Il 27 maggio 1965 McCartney e la Asher volarono a Lisbona per una vacanza ad Albufeira, Algarve, in casa di Bruce Welsh, cantante degli Shadows. McCartney si fece prestare una chitarra e completò il suo lavoro su Yesterday.
La canzone venne offerta a Chris Farlowe, prima che i Beatles la registrassero, ma lui la rifiutò perché la considerava "troppo tenera".
Fu la prima canzone eseguita da un solo componente della band, infatti nessun altro dei Beatles oltre a McCartney e ad un quartetto d'archi partecipò alla sua registrazione.

### Registrazione
Yesterday fu registrata negli Abbey Road Studios, immediatamente dopo I'm Down, il 14 giugno 1965. Ci sono diverse versioni al riguardo. La più comune sostiene che McCartney la registrò da solo, senza coinvolgere gli altri; altri sostengono che McCartney e i Beatles provarono diversi strumenti, tra cui batteria e organo, e che George Martin più tardi li persuase a lasciare che McCartney la suonasse con la sua chitarra acustica, aggiungendo in seguito un quartetto d'archi come accompagnamento. Comunque, nessuno degli altri Beatles fu incluso nella registrazione finale.
McCartney il 14 giugno 1965 eseguì due registrazioni di Yesterday. La seconda fu giudicata migliore e utilizzata come master. Il quartetto d'archi fu sovrapposto ad essa e fu pubblicata quella versione.. La prima registrazione, senza gli archi, fu pubblicata in Anthology 2. La seconda registrazione differisce dalla prima per lo scambio di due versi: "There's a shadow hanging over me"/"I'm not half the man I used to be", sebbene sembri chiaro che quello corretto sia l'ordine nella seconda, perché durante la prima registrazione si può sentire McCartney soffocare una risata al suo errore.
Più tardi George Martin disse:

### Pubblicazione
Sebbene McCartney si fosse innamorato della canzone, fece molta fatica a convincere gli altri membri della band che meritava un posto in un album; la principale obiezione era che non corrispondeva alla loro immagine, considerando inoltre che Yesterday era assai diversa dalle altre canzoni dei Beatles dell'epoca. Questa posizione era così forte che gli altri Beatles (Lennon, Harrison e Starr) rifiutarono il permesso di pubblicare un singolo in Gran Bretagna. Questo non impedì a Matt Monro di registrare la prima di molte cover di Yesterday, e di raggiungere la top ten nelle classifiche britanniche, subito dopo la sua pubblicazione nell'autunno del
1965.
L'influenza dei Beatles sulla loro etichetta americana Capitol non fu così forte come sulla Parlophone in Gran Bretagna. Un singolo fu pubblicato negli USA, con Yesterday come lato B di Act Naturally, una canzone in cui cantava Ringo, il Beatle più famoso negli USA in quel momento. Dopo il successo di Yesterday, l'ordine in cui le canzoni comparivano sulla copertina fu invertito.
Solo un decennio dopo, l'8 marzo 1976, Yesterday fu pubblicata dalla Parlophone come singolo in Gran Bretagna, con I Should Have Known Better come lato B. Entrata in classifica il 13 marzo, vi rimase per sette settimane, ma non superò mai l'ottava posizione. La pubblicazione fu possibile grazie all'estinzione del contratto dei Beatles con la EMI, proprietaria della Parlophone. La EMI pubblicò lo stesso giorno quanti più singoli dei Beatles poté, portando 23 di essi nei primi 100 posti della classifica britannica, di cui 6 nei primi 50 posti.

### Musica e testo
Dal punto di vista dei contenuti, il testo è generalmente considerato un affresco nostalgico riguardante un amore del passato, forse concluso definitivamente, che suscita dolore e pena nel protagonista. Alcuni critici ritengono che ci possa essere qualche collegamento fra talune immagini struggenti della canzone e la morte precoce della madre di Paul.
Nel luglio del 2003, alcuni musicologi britannici evidenziarono delle similitudini tra il testo e le rime di Yesterday e di Answer Me di Nat King Cole, fino a valutare possibile che McCartney potesse essere stato influenzato da quest'ultima.
Nel 2006 il produttore e compositore italiano Lilli Greco affermò che Yesterday era fortemente ispirata, al punto da sfiorare il plagio, a una canzone napoletana del XIX secolo intitolata Piccerè Che Vene a Dicere. Dalle successive verifiche, però, non fu possibile ritrovare traccia di tale canzone.

## Accoglienza
La canzone rimase 11 settimane nelle classifiche dei 100 dischi più venduti negli Stati Uniti d'America (Billboard Hot 100) conquistando la vetta per quattro settimane, vendendo un milione di copie in cinque settimane. Fu in seguito la canzone più trasmessa nelle radio americane per otto anni consecutivi.
Il singolo arrivò in prima posizione in Norvegia per cinque settimane e nei Paesi Bassi per otto settimane, in seconda in Australia, in sesta in Germania, in ottava nella Official Singles Chart ed in decima in Austria.
Nel frattempo, nel Regno Unito, l'album Help! debuttò come numero uno il 14 agosto 1965 (primo album a riuscirci), e rimase in testa per nove settimane.
Yesterday vinse l'Ivor Novello Award come Outstanding Song of 1965 e raggiunse il secondo posto come Most Performed Work of the Year, cedendo il primato ad un'altra composizione di McCartney: Michelle.
Nel 2004 la rivista musicale Rolling Stone la piazzò tredicesima nella lista delle 500 più grandi canzoni di tutti i tempi.
In Italia l'accoglienza fu invece molto tiepida e il disco soggiornò nelle classifiche solo per una settimana raggiungendo il sedicesimo posto (da "Storia dell'hit-parade" di Dario Salvatori), anche se il disco si rivelò uno dei 100 più venduti nell'anno.
Yesterday è la canzone più registrata nella storia della musica pop: il Guinness dei primati parla di più di 1600 cover dal 1965 al 1985, e gli artisti coinvolti formano un insieme eclettico, comprendente The Seekers, Joan Baez, Michael Bolton, Bob Dylan, Frank Sinatra, Elvis Presley, Ray Charles, Matt Monro, Willie Nelson, Marvin Gaye, Daffy Duck, Wet Wet Wet, Plácido Domingo, Boyz II Men, Matia Bazar, Mina, Ornella Vanoni. Paul McCartney la cantò con i Linkin Park e Jay-Z all'assegnazione annuale dei Grammy del 2006. La cover è chiamata Numb -Encore/Yesterday.

## Formazione
- Paul McCartney - voce, chitarra acustica
- Tony Gilbert - violino
- Sidney Sax - violino
- Kennet Essex - viola
- Francisco Gabarro - violoncello

## Nella cultura di massa
- Nel 1979 è stata oggetto di parodia da parte del gruppo sardo Banda Beni nell'album omonimo, col titolo "Ariseu".
- Nel film Non ci resta che piangere (1984), Mario (interpretato da Massimo Troisi) si spaccia per l'autore del brano per far colpo su una ragazza (Amanda Sandrelli).
- In C'era una volta in America (1984) di Sergio Leone, ne è riprodotta una versione arrangiata dal musicista italiano Ennio Morricone, che fa da colonna sonora nella parte iniziale e finale del film.
- Il brano dà il titolo al film Yesterday del 2019, basato su molte canzoni di successo dei Beatles.

## Cover
- 1966 - Lado Leskovar e Ansambl Jožeta Privšeka, singolo in sloveno Juče, testo di Branko Karakaš (PGP RTB – EP 50223)
- 1968 - Patty Pravo, nel suo primo studio album “Patty Pravo”
- 1971 - Vicki Anderson, singolo (King Records – 45-6377); nell'album di James Brown Love, Power, Peace - Live in Paris (King Records – KS 1137)